# كلميت
كَلميت هي أعلى قمة في غابة بلاتنة والقمة الثانية علوّا (بعد دُنرسبِرغ) في منطقة بلاتنة بألمانيا . تعلو 672.6 م فوق مستوى سطح البحر (NHN) [1] ويقع على بعد 5.5 كيلومتر (3.4 ميل) جنوب بلدة نويشتات.

## معرض الصور

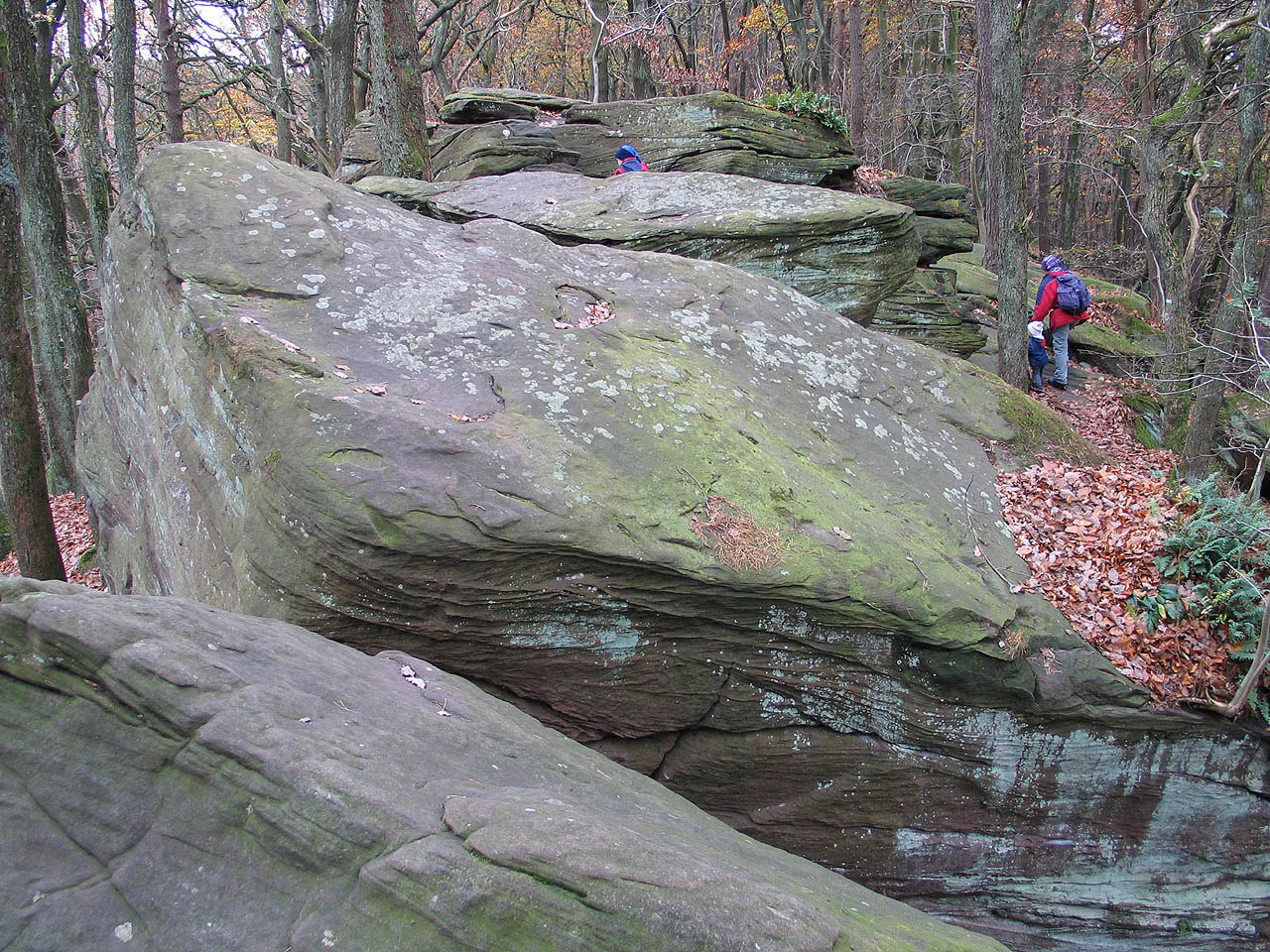
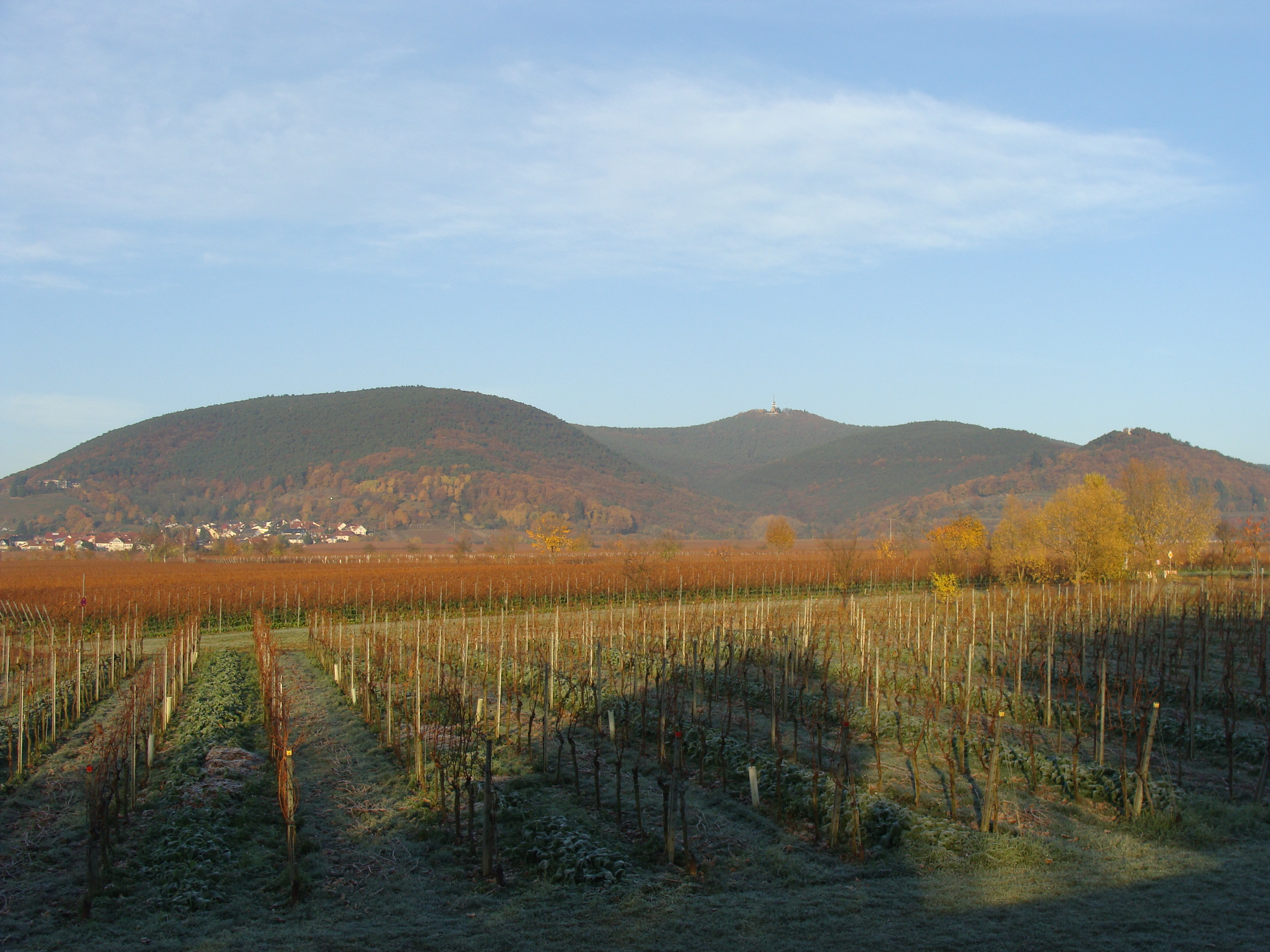
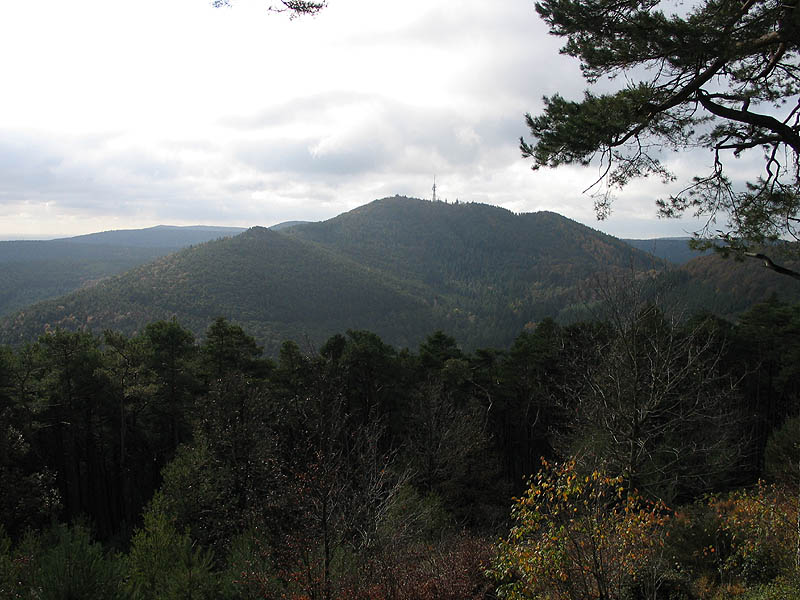
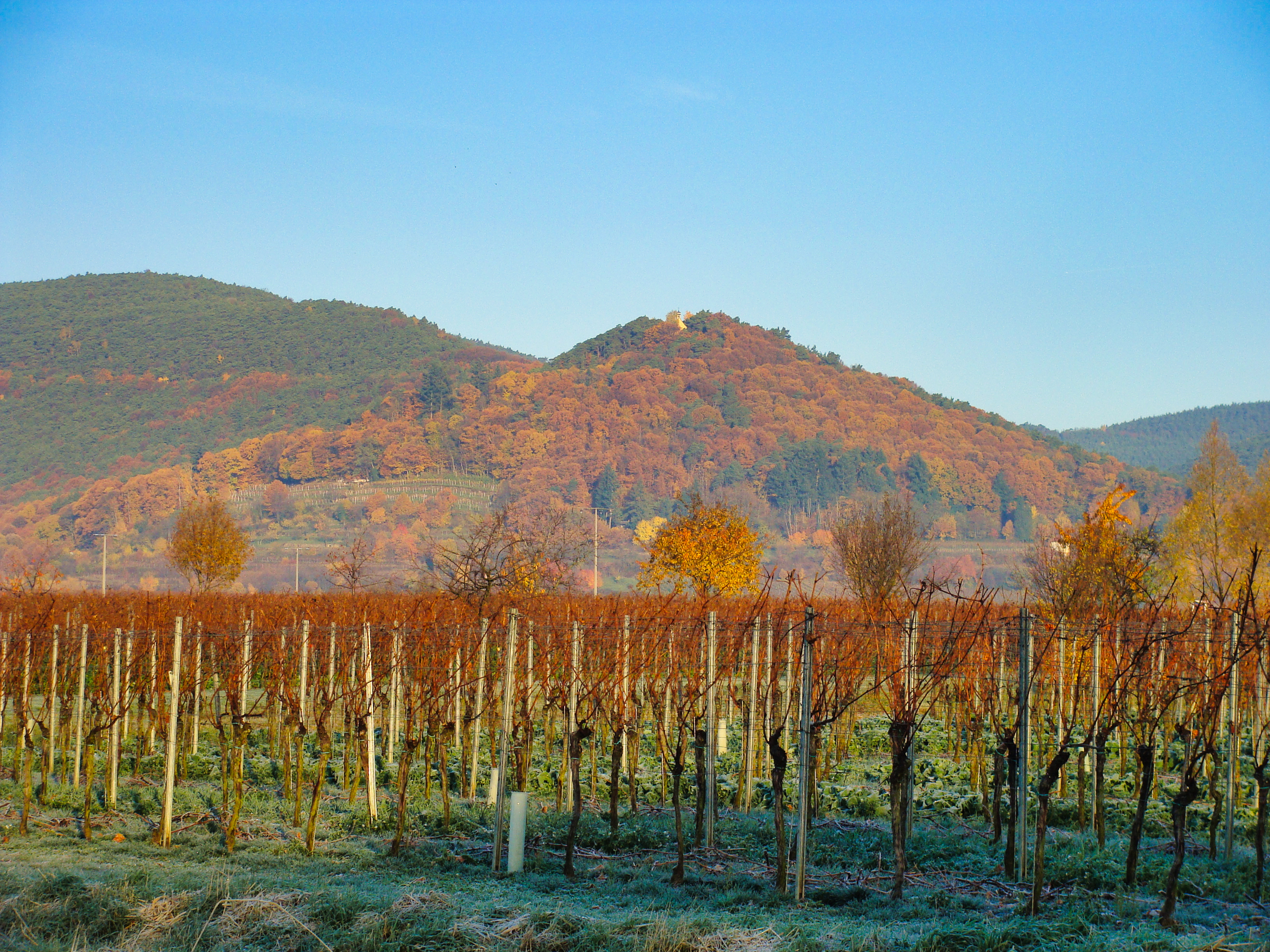